# Катыс, Георгий Петрович
Георгий Петрович Катыс (31 августа 1926, Москва — 7 августа 2017) — профессор кафедры теоретических основ оптоэлектроники Московского института радиотехники, электроники и автоматики; доктор технических наук; член редколлегии журнала «Квантовая электроника», член советского отряда космонавтов (опыта полёта в космос не имел).
Георгий Катыс родился 31 августа 1926 в Москве. Он был выбран в качестве космонавта 28 мая 1964 года. 29 мая 1964 года был зачислен в группу для подготовки к полёту на «Восходе-1». С мая по июнь 1968 года работал в ЦПК в качестве командира группы космонавтов-учёных.

## Научные степени и звания
- Доктор технических наук (1962).
- Член-корреспондент Академии естественных наук России (1992).
- Академик Российской академии естественных наук (1993).
- Академик Российской академии информатизации, академик Международной инженерной академии, почетный академик Российской академии космонавтики имени К. Э. Циолковского.

## Биография и профессиональная деятельность
- С 1944 года работал техником-экспериментатором по испытанию авиационных двигателей Центрального института авиационного моторостроения (ЦИАМ)[2].
- С 1949 года работал старшим инженером опытного завода № 300 Министерства авиационной промышленности (МАП).
- С 1950 года работал старшим инженером-конструктором НИИ-20 Министерства обороны.
- С апреля 1953 года работал в лаборатории испытания ракетных топлив в НИИ п/я 4019 Министерства химической промышленности.
- С 1957 года работал старшим научным сотрудником, заведующим лабораторией Института автоматики и телемеханики (ИАТ) АН СССР в отделе члена-корреспондента Академии наук Б. Н. Петрова. Занимался разработкой различных сканирующих обзорно-поисковых систем, в том числе — оптико-электронными системами сканирования поверхности Земли и системами ориентации космических аппаратов. По рабочим вопросам тесно сотрудничал с С. П. Королёвым. В 1962 году возглавил лабораторию в ИАТ.
- С 1972 года был начальником лаборатории НИИ автоматических систем.
- С 1984 года работал профессором Московского института радиотехники, электроники и автоматики (МИРЭА), на кафедре теоретических основ оптоэлектроники.

Умер 7 августа 2017 года. Похоронен на Введенском кладбище (26 уч.).

## Космическая подготовка
В июле 1962 года по рекомендации С. П. Королёва написал заявление в правительство СССР на имя Н. С. Хрущёва с предложением о проведении комплекса научных исследований на борту пилотируемого космического корабля с целью зондирования Земли оптико-электронными приборами для построения подробного информационного портрета Земли и предложил свои услуги в качестве космонавта-учёного. Вскоре он был направлен на медкомиссию в ЦВНИАГ, которую успешно прошёл в том же году, получив допуск к спецтренировкам.
8 января 1963 года, вместе с остальными 25 финалистами 2-го набора ВВС, его кандидатура рассматривалась на итоговом заседании Мандатной комиссии под председательством Н. П. Каманина. Однако в отряд ЦПК ВВС он зачислен не был. По официальной версии, это произошло только из-за превышения возрастного лимита. Но по приводимым самим Г. П. Катысом сведениям, основной причиной отказа стало то, что отец Катыса был репрессирован и расстрелян по ложному доносу в 1931 году (реабилитирован в 1957 году).
После того, как в декабре 1963 года он написал ещё одно письмо в правительство СССР, главнокомандующему Военно-воздушными силами СССР и президенту Академии наук СССР с повторной просьбой рассмотреть вопрос о привлечении его к участию в космических полетах, он был подключён к подготовке к космическому полёту на новом трёхместном корабле «Восход» в качестве космонавта-исследователя. 29 мая 1964 года приказом Главкома ВВС был зачислен в группу для подготовки к полёту.
С 1 июня по октябрь 1964 года проходил подготовку в качестве космонавта-учёного для полёта на космическом корабле «Восход» сначала в составе группы, а с июля 1964 года — в основном экипаже вместе с Борисом Волыновым и Борисом Егоровым. Однако позднее основной и дублирующий экипаж поменяли местами, что и было закреплено решением Госкомиссии от 9 октября 1964 года. Во время старта корабля «Восход» 12 октября 1964 года был дублёром космонавта-исследователя.
С октября 1964 года, продолжая работу в ИАТ, занимался интенсивной подготовкой научной программы и организацией производства необходимого оборудования и приборов для полёта на «Восходе-3».
С конца апреля по декабрь 1965 года проходил подготовку в ЦПК для полета на корабле «Восход-3» (ЗКВ № 6) по научной программе в составе основного экипажа вместе с Борисом Волыновым. Но в конце декабря 1965 — начале 1966 года в связи с болезнью и смертью Королёва были произведены изменения программы полётов, в частности, программа полёта «Восхода-3» была изменена с научной на военную. Вследствие этого он был выведен из экипажа и прекратил подготовку.
В 1966—1968 годах участвовал в организационных работах по созданию отряда космонавтов АН СССР. С мая по июнь 1968 года работал в ЦПК в качестве командира группы космонавтов-учёных, проходивших общекосмическую подготовку.
С июня 1968 года находился в резерве, к подготовке к космическим полётам не привлекался. В сентябре 1974 года выбыл из резерва в связи с отсутствием перспективы космического полёта по научной программе.

## Публикации
Автор и соавтор ряда книг:
- Катыс Г. П. Оптические датчики температуры. — М.: Госэнергоиздат, 1959. — 111 с. — (Библиотека по автоматике; вып. 6).
- Катыс Г. П. Элементы систем автоматического контроля нестационарных потоков. — М.: Академия наук СССР. 1959. — 212 с.
- Катыс Г. П. Методы и приборы для измерения параметров нестационарных тепловых процессов. — М.: Машгиз, 1959. — 218 с.
- Катыс Г. П. Автоматический контроль нестационарных параметров и параметрических полей. — М.: Изд-во АН СССР, 1962. — 357 с.
- Катыс Г. П. Методы и системы автоконтроля нестационарных параметров и параметрических полей. — М.: Машгиз, 1963. — 360 с.
- Катыс Г. П. Сканирующие фотоэлектрические устройства поиска и слежения. — М.: Наука, 1964. — 149 с.
- Катыс Г. П. Объемные расходомеры : монография. — М.-Л. : Энергия, 1965. — 88 с. — (Библиотека по автоматике; вып. 124).
- Катыс Г. П. Массовые расходомеры. — М.-Л.: Энергия, 1965. — 92 с.
- Катыс Г. П. Информационные сканирующие системы. — М.: Машиностроение, 1965. — 448 с.
- Катыс Г. П. Системы автоматического контроля полей скоростей и расходов. — М.: Наука, 1965. — 464 с.
- Катыс Г. П. Автоматический обзор и поиск в оптическом диапазоне. — М.: Наука, 1966. — 160 с.
- Катыс Г. П., Мамиконов Ю. Д., Мельниченко И. К., Ильинский В. М., Карягин О. И. Информационные роботы и манипуляторы. — М.-Л.: Энергия, 1968. — 104 с. — (Библиотека по автоматике, вып. 319).
- Катыс Г. П. Автоматическое сканирование. — М.: Машиностроение, 1969. — 520 с.
- Катыс Г. П. Информационные системы исследовательских аппаратов: по материалам зарубежной печати. — М.: Энергия, 1971. — 272 с.
- Катыс Г. П. Оптико-электронная обработка информации. — М.: Машиностроение, 1973. — 448 с.
- Катыс Г. П. Объемное и квазиобъемное представление информации. — М.: Энергия, 1975. — 368 с.
- Катыс Г. П. Оптические информационные системы роботов-манипуляторов. — М.: Машиностроение, 1977. — 272 с.
- Катыс Г. П. Визуальная информация и зрение роботов. — М.: Энергия, 1979. — 176 с.
- Катыс Г. П. Восприятие и анализ оптической информации автоматической системой. — М.: Машиностроение, 1986. — 416 с.
- Катыс Г. П. Обработка визуальной информации. — М.: Машиностроение, 1990. — 320 с.
- Катыс Г. П., Пержу В. Л., Ротарь С. Л. Методы и вычислительные средства обработки изображений. — Кишинёв: Штиница, 1991. — 210 с.
- Катыс Г. П., Демирчоглян Г. Г. Системы отображения информации. — М.: Знание, 1991. — 64 с. (Новое в жизни, науке, технике ; № 4. Радиоэлектроника и связь).
- Катыс Г. П., Катыс П. Г., Яковлев А. И. Трехмерные системы представления объемной видеоинформации. — М. : СИП РИА, 1998. — 112 с.
- Катыс Г. П., Катыс П. Г. Трехмерное отображение визуальной информации в виртуальном пространстве : Учеб. пособие. — М. : Моск. гос. ин-т радиотехники, электроники и автоматики (Техн. ун-т), 1999. — 70 с.
- Катыс Г. П. Моя жизнь в реальном и виртуальном пространствах. — М.: Изд-во МГОУ, 2004. — 554 с.
- Катыс Г. П. Моя жизнь в реальном и виртуальном пространствах — записки академика. Кн. 2: Итоги XX века. Прорыв в космос, к атомной энергетике и к зияющим вершинам «светлого будущего». — М.: Изд-во МГОУ, 2007. — 370 с.